# Jerevan

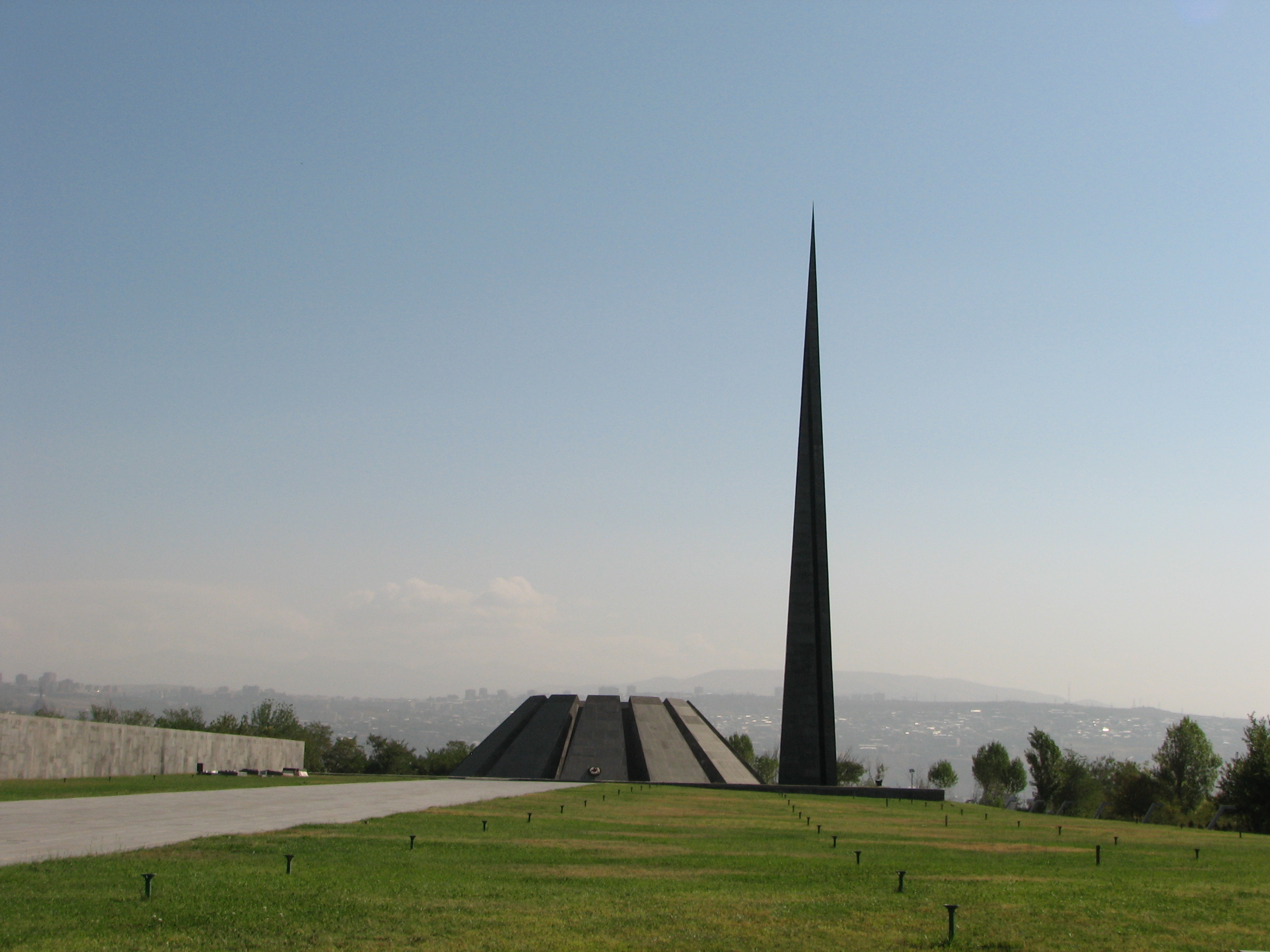
Monument voor de Armeense Genocide (Tsitsernakaberd)

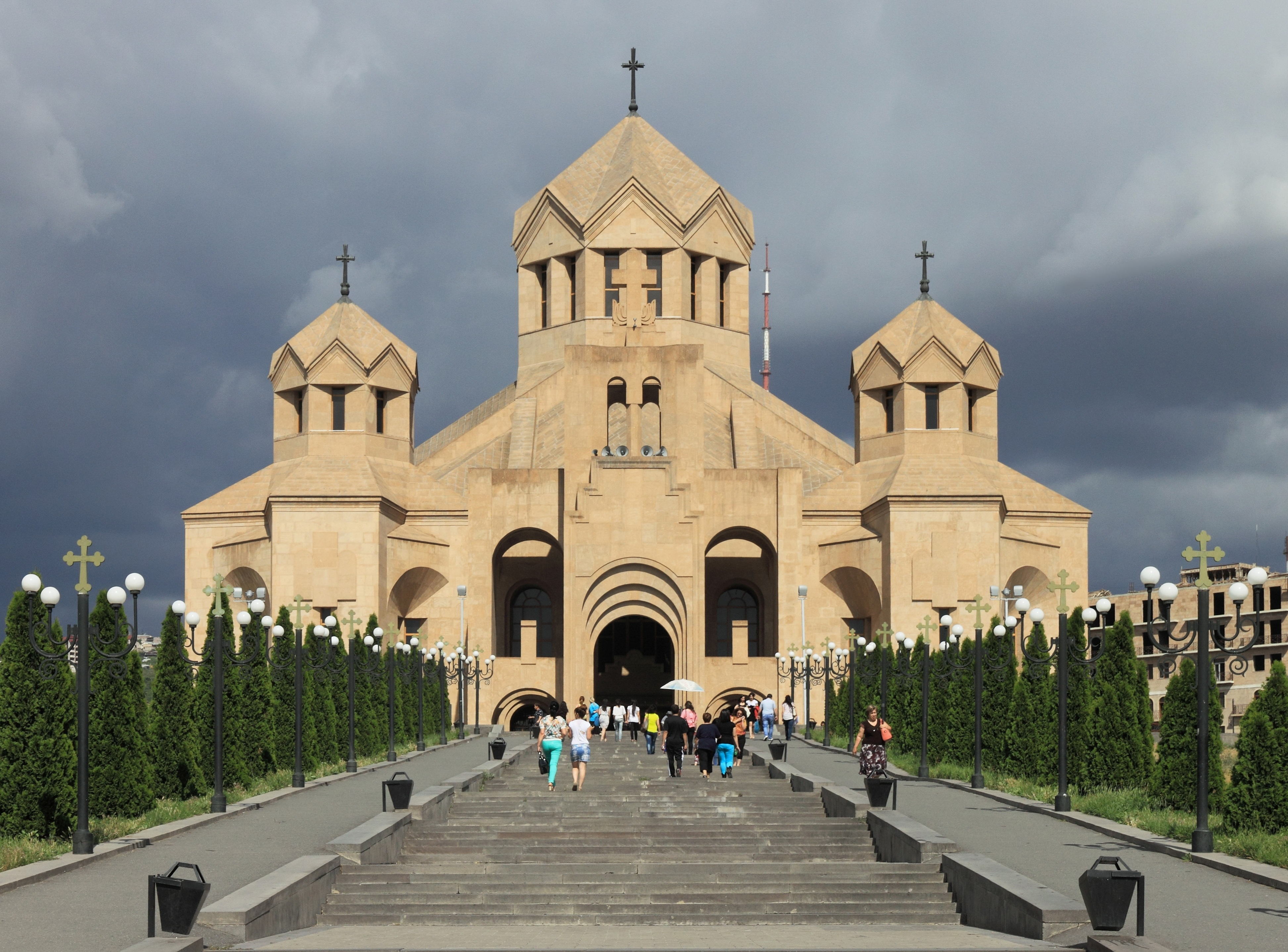
De Kathedraal van Jerevan

Jerevan (Armeens: Երևան Jerevan [jɛɾɛˈvɑn]ⓘ) is de hoofdstad van Armenië en tevens de grootste stad van het land (2010: 1.117.800 inwoners; 2001: 1.091.235 inwoners; 1989: 1.201.539 inwoners). De stad vormt een provincie ("marz") op zich.

## Geschiedenis
De stad is gesticht in 782 v.Chr. en is daarmee een van de oudste steden ter wereld. Op de heuvel Tsitsernakaberd bevindt zich het Nationale Monument van de Armeense Genocide. Dit monument is opgericht in 1967 ter herinnering aan de genocide op het Armeense volk in de nadagen van het Osmaanse Rijk. Met het uiteenvallen van de Sovjet-Unie werd de stad in 1991 de hoofdstad van de onafhankelijke republiek Armenië. In de 20e eeuw is het stadsgebied steeds verder uitgebreid en heeft het de plaatsen Norq, Qanaqer, Avan, Noragavit en Davitashen opgeslokt. Binnen de stadsgrenzen bevinden zich drie archeologische opgravingen. Twee van deze opgravingen stammen uit de ijzertijd en uit de tijd van het koninkrijk Urartu:Teishebaini en het Fort van Ereboeni, waaraan Jerevan haar naam te danken heeft en een uit de bronstijd: De Shengavitnederzetting.

## Geografie
De stad is gelegen aan de rivier de Hrazdan. Jerevan is gelegen tussen de 950 en 1300 meter boven zeeniveau en wordt aan drie kanten door bergen omringd. De stad heeft een continentaal klimaat met warme en droge zomers en relatief korte, maar koude winters. De gemiddelde jaarlijkse temperatuur is met 11,6 graden Celsius, vergelijkbaar met Brussel. Het is er met een gemiddelde jaarlijkse regenval van 304 millimeter wel droger.
Vanuit de stad is de op Turks grondgebied gelegen berg Ararat te zien. Deze uitgedoofde vulkaan is 5137 meter hoog. Deze berg is een nationaal symbool voor Armenië.
Jerevan is een belangrijk industrieel, cultureel, en wetenschappelijk centrum in de Kaukasus. De stad vormt een spoorwegknooppunt en is een belangrijk handelscentrum voor agrarische producten. De industrie in de stad produceert metalen, machinewerktuigen, elektrische uitrusting, chemicaliën, textiel en voedselproducten. De metro van Jerevan bestaat uit één lijn met een lengte van 12,1 kilometer.

## Districten
Jerevan is onderverdeeld in 12 verschillende stadsdelen of administratieve districten met ieder een gekozen bestuurder.
- Ajapnyak
- Arabkir
- Avan
- Davtashen
- Ereboeni
- Kanaker-Zeytun
- Kentron
- Malatia-Sebastia
- Nor-Nork
- Nork-Marash
- Nubarashen
- Shengavit

## Bevolkingsontwikkeling van de stad
| Etnische groepen in Jerevan sinds 1831 | Etnische groepen in Jerevan sinds 1831 | Etnische groepen in Jerevan sinds 1831 | Etnische groepen in Jerevan sinds 1831  | Etnische groepen in Jerevan sinds 1831 | Etnische groepen in Jerevan sinds 1831 | Etnische groepen in Jerevan sinds 1831 | Etnische groepen in Jerevan sinds 1831 | Etnische groepen in Jerevan sinds 1831 | Etnische groepen in Jerevan sinds 1831 |
| Jaar                                   | Armeniërs                              | %                                      | Kaukasische Tataren / Azeri's (na 1920) | %                                      | Russen                                 | %                                      | Overige                                | %                                      | Totaal                                 |
| -------------------------------------- | -------------------------------------- | -------------------------------------- | --------------------------------------- | -------------------------------------- | -------------------------------------- | -------------------------------------- | -------------------------------------- | -------------------------------------- | -------------------------------------- |
| 1831                                   | 6.125                                  | 53,6                                   | 5.338                                   | 46,6                                   |                                        |                                        |                                        |                                        | 11.463                                 |
| 1873                                   | 5.959                                  | 49,9                                   | 5.805                                   | 48,6                                   | 150                                    | 1,3                                    | 24                                     | 0,2                                    | 11.938                                 |
| 1897                                   | 12.523                                 | 43,2                                   | 12.359                                  | 42,6                                   | 2.765                                  | 9,5                                    | 1.359                                  | 4,7                                    | 29.006                                 |
| 1926                                   | 59.838                                 | 89,2                                   | 5.216                                   | 7,8                                    | 1.401                                  | 2,1                                    | 666                                    | 1                                      | 67.121                                 |
| 1939                                   | 174.484                                | 87,1                                   | 6.569                                   | 3,3                                    | 15.043                                 | 7,5                                    | 4.300                                  | 2,1                                    | 200.396                                |
| 1959                                   | 473.742                                | 93                                     | 3.413                                   | 0,7                                    | 22.572                                 | 4,4                                    | 9.613                                  | 1,9                                    | 509.340                                |
| 1979                                   | 974.126                                | 95,8                                   | 2.341                                   | 0,2                                    | 26.141                                 | 2,6                                    | 14.681                                 | 1,4                                    | 1.017.289                              |
| 2001                                   | 1.088.389                              | 98,6                                   | n.v.t.                                  |                                        | 6.684                                  | 0,6                                    | 8.415                                  | 0,8                                    | 1.103.488                              |
| 2011                                   | 1.048.940                              | 98,9                                   | n.v.t.                                  |                                        | 4.940                                  | 0,5                                    | 6.258                                  | 0,6                                    | 1.060.138                              |

Jerevan telde in 2016 ongeveer 1.075.800 inwoners. Dat is een lichte stijging vergeleken met 1.066.300 inwoners in het jaar 2012 en 1.060.100 inwoners in 2011.
Het geboortecijfer bedroeg in 2016 14,3‰, het sterftecijfer in datzelfde jaar 8,6‰. De natuurlijke bevolkingsgroei bedraagt ongeveer 5,7‰. De bevolkingstoename is echter lager dan de natuurlijke bevolkingsgroei, doordat er duizenden mensen emigreren naar het buitenland.

## Onderwijs
De onderwijskundige en culturele faciliteiten in Jerevan omvatten een universiteit, de Armeense Academie van wetenschappen, een staatsmuseum en verscheidene bibliotheken. Andere musea in de stad zijn bijvoorbeeld het Historisch Museum van Armenië, kunstmuseum Cafesjian, Huis-Museum Aram Chatsjatoerjan en het Charles Aznavourmuseum.

## Transport

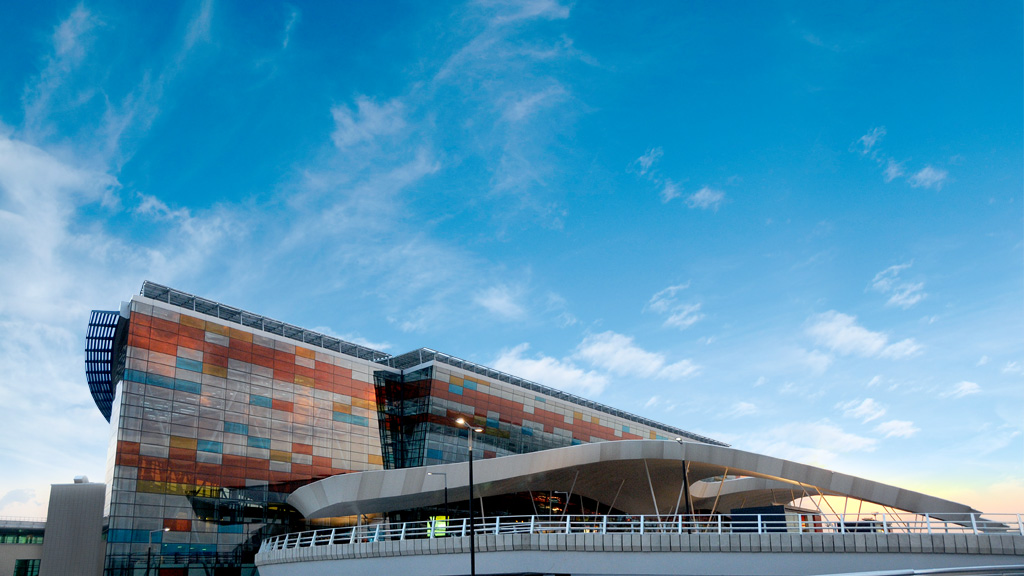
De hoofdingang van Zvartnots Airport

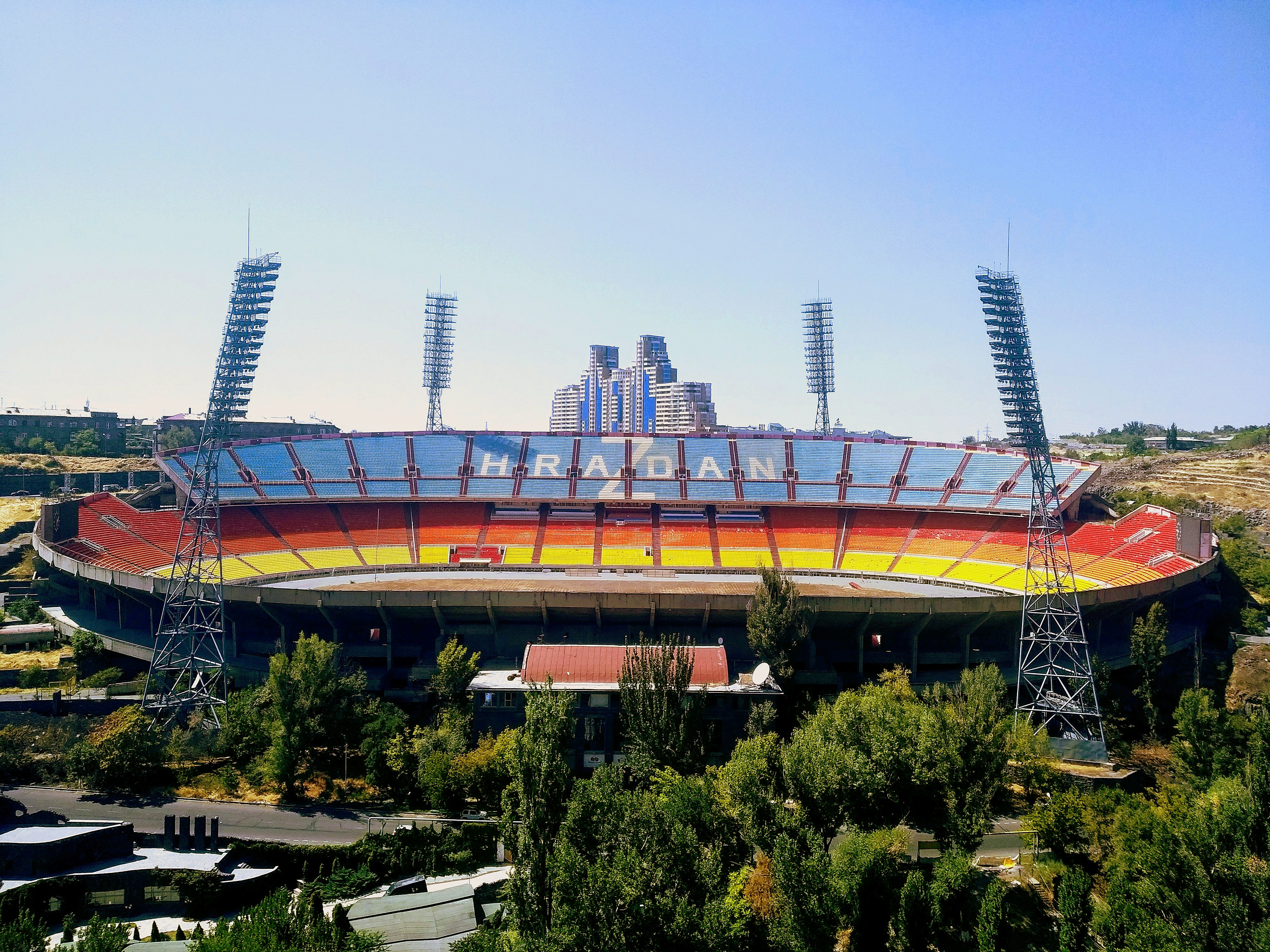
Het Hrazdan stadion

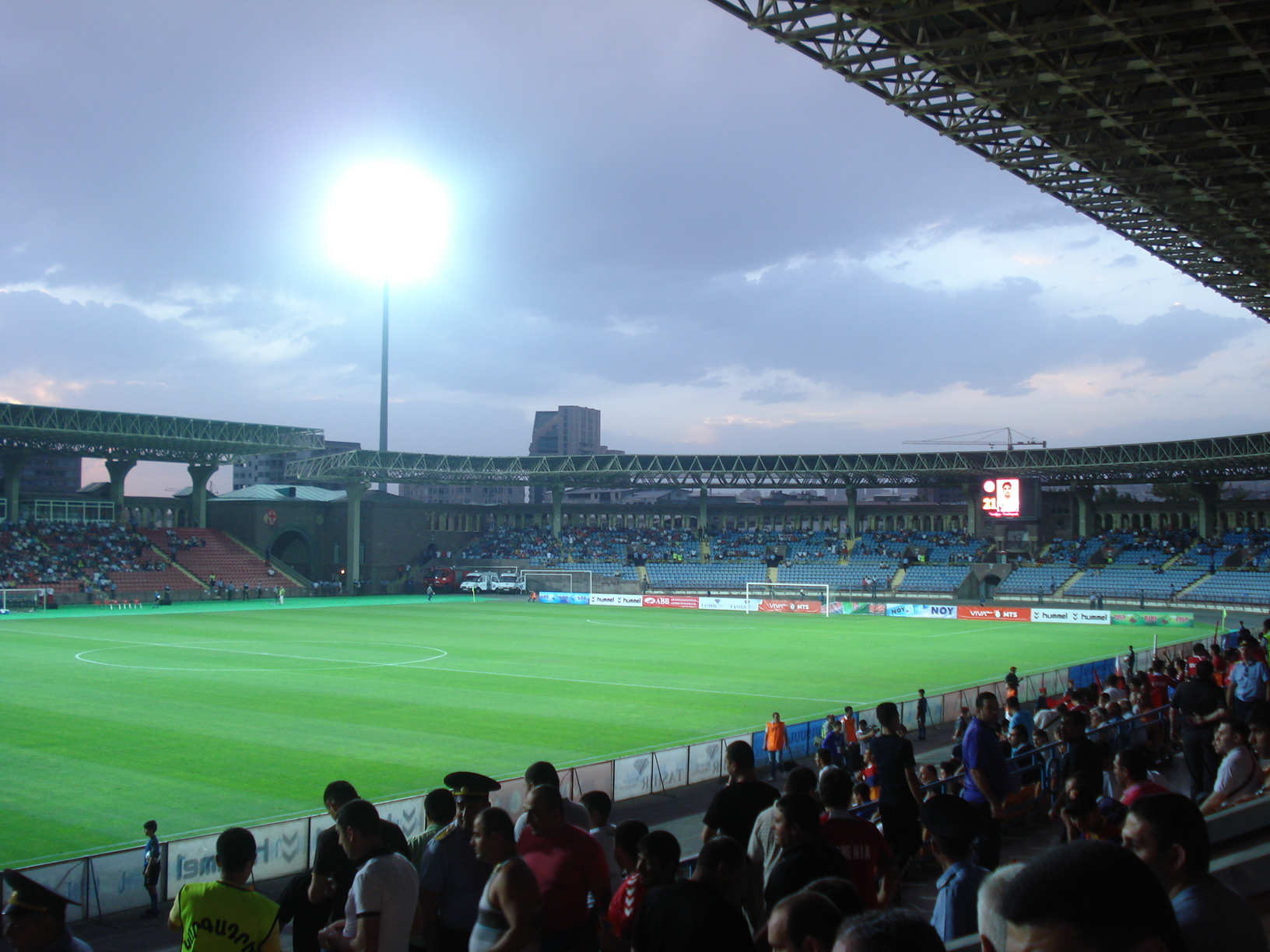
Republikeins Stadion Vazgen Sargsian

### Luchthavens
Luchthaven Zvartnots, is de belangrijkste luchthaven van Yerevan, en van Armenië zelf. De luchthaven werd de laatste jaren veel verbouwd, waardoor ook de totale capaciteit steeg. Naast de internationale luchthaven, is er ook nog een militaire luchthaven van Ereboeni. 

### Openbaar vervoer
Zie ook Metro van Jerevan en Trolleybus van Jerevan.
In 2018 heeft de stad besloten om alle Marsjroetka’s vervangen door nieuwe bussen. Het plan is om in september 2023 geen enkele marsjroetka meer in de stad te hebben. Nieuwe MAN en ZhongTong zijn hiervoor aangeschaft. De totale busvloot bestaat uit zo’n 800 MAN, ZhongTong, Gaz, higer, Hyundai en bogdad bussen. Buiten conventionele bussen kent Jerevan ook een Trolleybus, het Trolleybus van Jerevan bestaat uit 5 lijnen en maakt gebruik van oude Russische-en nieuwe Yutong bussen, dit is tevens ook het goedkoopste vervoer, een ticket kost 50 dram in plaats van honderd dram voor de bussen en de metro.
Er zijn ook bussen die naar de internationale steden Tbilisi en Tabriz rijden.
Jerevan bezit ook over een metrosysteem dat bestaat uit één lijn. Het interieur van de metrostations is vergelijkbaar met die van de Sovjetperiode. Het spoorwegnetwerk is in Armenië niet zo uitgebreid. Er is sinds de jaren 1990 slechts één internationale lijn, namelijk vanaf Jerevan via Gjoemri naar Tbilisi in Georgië. Dit is in de zomer een dagelijkse nachttrein, terwijl het in de winter een tweedagelijkse verbinding is.

## Sport
De meeste Armeense voetbalclubs die landskampioen geworden zijn, zijn afkomstig uit Jerevan. Ararat Jerevan was de meest succesvolle voetbalclub van Jerevan tijdens de Sovjet-Unie, waarvan het in 1973 landskampioen werd. Sinds de onafhankelijkheid is FC Pjoenik Jerevan uitgegroeid tot de Armeense recordkampioen. Ook FC Jerevan, Ulisses FC en FC Urartu werden Armeens landskampioen.
Hrazdan is het grootste sportstadion van Jerevan en fungeert als thuisbasis van het Armeens voetbalelftal.
Sinds 1999 vonden in Jerevan twee- en later vierjaarlijks de Pan-Armeense Spelen plaats. Na 2015 werd besloten de Spelen in Nagorno-Karabach te houden.

## Geboren in Jerevan
- Fazil Iravani (1782-1885), Sjeikh ul-Islam van de Kaukasus
- Haji Mirza Aqasi (1783-1849), grootvizier van de Kadjaren
- Asjot Chatsjatoerjan (geboortejaar onbekend), pianist
- Vroejr Galstjan (1924-1996), kunstschilder
- Gregory Areshian (1949-2020), archeoloog
- Harout Pamboukjian (1950), popartiest
- Edward Shakhikian (1950), beeldhouwer
- Choren Hovhannesjan (1955), voetballer en trainer
- Michael Poghosian (1956), acteur, zanger en cabaretier
- Hamlet Mchietarjan (1962-1996), voetballer
- Michel Der Zakarian (1963), Frans-Armeens voetbaltrainer
- Arsen Yegiazarian (1970-2020), schaakgrootmeester
- Hayko (1973-2021), zanger en singer-songwriter
- Sargis Sargsian (1973), tennisser
- Shavo Odadjian (1974), musicus
- Tigran Nalbandian (1975-2025), schaker
- Arthur Abraham (1980), bokser
- Levon Aronian (1982), schaker
- Nazeni Hovhannisyan (1982), actrice en presentatrice
- Anna Tsjitsjerova (1982), hoogspringster
- Angela Sarafyan (1983), Armeens-Amerikaanse actrice
- Sergej Chatsjatrjan (1985), violist
- Iveta Mukuchian (1986), zangeres
- Edgar Manucharian (1987), voetballer
- Sirusho (1987), zangeres
- Henrich Mchitarjan (1989), voetballer
- Margarita Monet (1990), zangeres
- Srbuk (1994), zangeres
- Henrik Nalbandjan (1995), voetbalscheidsrechter
- Elen Jeremian (2001), zangeres
- Maléna (2007), zangeres

## Overleden
- Martiros Sarian (1880-1972), schilder

## Stedenbanden
Jerevan onderhoudt stedenbanden met:
- Antananarivo (Madagaskar)
- Athene (Griekenland)
- Beiroet (Libanon)
- Bratislava (Slowakije)
- Buenos Aires (Argentinië)
- Cambridge (Verenigde Staten)
- Carrara (Italië)
- Chisinau (Moldavië)
- Damascus (Syrië)
- Florence (Italië)
- Isfahan (Iran)
- Kiev (Oekraïne)
- Los Angeles (Verenigde Staten), sinds 2006
- Lyon (Frankrijk)
- Marseille (Frankrijk)
- Minsk (Wit-Rusland)
- Montreal (Canada)
- Moskou (Rusland)
- Odessa (Oekraïne)
- Parijs (Frankrijk), sinds 1998
- Podgorica (Montenegro), sinds 2006
- Rostov aan de Don (Rusland)
- Sint-Petersburg (Rusland)
- São Paulo (Brazilië), sinds 1999
- Stavropol (Rusland)
- Tbilisi (Georgië)
- Wolgograd (Rusland), sinds 1998
- Jeruzalem (Israël), sinds 301